# Кендрик Перкинс
Кендрик Перкинс (енгл. Kendrick Perkins; Нидерланд, Тексас, 10. новембар 1984) је амерички кошаркаш. Игра на позицији центра, а тренутно је без ангажмана. Изабран је у 1. кругу (27. укупно) НБА драфта 2003. од стране Мемфис гризлиса.

## Средња школа
Похађао је средњу школу Клифтон Ј. Озен. Током своје средњошколске каријере одвео је екипу до освајања четири узастопна дивизијска наслова и једног државног првенства. На четвртој години средње школе Перкинс је просечно постизао 27,5 поена, 16,4 скокова и 7,8 блокада те је изабран у Мекдоналдс Ол-Американ тим. Након завршетка средње школе, добијао је бројне понуде од разних колеџа, али се ипак одлучио пријавити на НБА драфт.

## НБА каријера
Изабран је као 27. пик НБА драфта 2003. од стране Мемфис Гризлиса. Међутим убрзо је мењан у Бостон Селтиксе заједно с Маркусом Бенксом у замену за Троја Бела и Дантеја Џоунса. У сезони 2004./05. Перкинс је добио већу минтажу него у руки сезони, те је постао познат по својој чврстој игри. Током плејофа минутажа му се смањила те је улазио с клупе. Перкинс је био део инцидента који се догодио у шестој утакмици првог круга плејофа против Индијана Пејсерса. Пол Пирс је изборио слободна бацања, али је био искључен из игре, а према НБА правилима, тренер Пејсерса је одабрао управо Перкинса да изведе кључна слободна бацања. Перкинс је промашио оба бацања и утакмица је отишла у продужетак, али су Селтикси ипак одниели победу. Након сјајног напредка преко лета, Перкинс је у сезони 2005./06. добио веће поверење тренера Дока Риверса. У тој сезони Перкинс је просечно постизао 5,2 поена и 5,9 скокова. Након одласка Марка Блоунта у Тимбервулвсе, Перкинс је постао стартни центар Селтикса. У НБА финалу 2008. Перкинс је био чешће повређен него здрав, али је ипак успео помоћи тиму да освоји 17. НБА титулу у историји франшизе. То је био први Перкинсов НБА прстен у досадашњој каријери.
У шестој утакмици НБА финала 2010. Перкинс је повредио колено и није се враћао у игру, а није играо ни у седмој утакмици. Лос Анђелес тајмс је објавио да је Перкинс покидао лигаменте колена. Перкинс се на терен вратио тек 25. јануара 2011, када је у победи над Кавалирсима одиграо 17 минута са клупе и убацио 7 поена, 6 скокова и 3 асистенције, на тој утакмици био је поздрављен овацијама од стране навијача Селтикса. Након првих пет утакмица са којих је улазио са клупе Перкинс се вратио у стартну петорку Селтикса 4. фебруара у поразу од Далас Маверикса. Забележио је свој први дабл-дабл учинак у сезони са 13 поена, 12 скокова и 1 блокадом шутирајући 6 од 7 из игре за 33 минута колико је провео на паркету.
24. фебруара 2011. Перкинс је заједно са Нејтом Робинсоном трејдован у Оклахому за Ненада Крстића и Џефа Грина.

## Успеси

### Клупски
- Бостон селтикси:
  - НБА лига (1): 2007/08.